# Jättestäpplilja
Jättestäpplilja (Eremurus robustus) är en växtart inom släktet stäppliljesläktet (Eremurus) och familjen afodillväxter.
- Wikimedia Commons har media som rör Jättestäpplilja.